# Drug moj, Kolka!
Drug moj, Kolka! (russisk: Друг мой, Колька!) er en sovjetisk spillefilm fra 1961 af Aleksej Saltykov og Aleksandr Mitta.

## Medvirkende
- Aleksandr Kobozev - Kolka Snegirjov
- Anna Rodionova - Masja Kanarejkina
- Aleksej Borzunov - Jura Ustinov
- Viktor Onutjak - Fedja Drankin
- Tatjana Kuznetsova - Klava Ogorodnikova